# Ludmiła Wauczok
Ludmiła Wauczok, białorus. Людмілa Ваўчок (ur. 19 czerwca 1981) – białoruska niepełnosprawna biegaczka narciarska i wioślarka, trzykrotna złota medalistka igrzysk paraolimpijskich.

## Medale igrzysk paraolimpijskich
| 2012 Londyn (Wielka Brytania) | – | Wioślarstwo – jedynki |
| 2010 Vancouver (Kanada)       | – | Biegi narciarskie – 5 kilometrów osób na wózkach Biegi narciarskie – 10 kilometrów osób na wózkach Biegi narciarskie – sprint 1 km st. klasycznym osób na wózkach                  |
| 2008 Pekin (Chiny)            | – | Wioślarstwo – jedynki |
| 2006 Turyn (Włochy)           | – | Biegi narciarskie – 10 kilometrów osób na wózkach Biegi narciarskie – 5 kilometrów osób na wózkach Biegi narciarskie – 2,5 kilometrów osób na wózkach Biegi narciarskie – sztafeta |